# Francis Lee
Pour les articles homonymes, voir Francis Lee (homonymie) et Lee.
Francis Lee, né le 29 avril 1944 à Westhoughton (Angleterre) et mort le 2 octobre 2023 à Manchester,, est un footballeur anglais, qui joue au poste d'attaquant à Manchester City et en équipe d'Angleterre.
Lee marque dix buts lors de ses vingt-sept sélections avec l'équipe d'Angleterre entre 1968 et 1972.

## Palmarès

### En équipe nationale
- 27 sélections et 10 buts avec l'équipe d'Angleterre entre 1968 et 1972.

Manchester City FC
- Champion du Championnat d'Angleterre de football (1) :
  - 1968.
- Meilleur buteur du Championnat d'Angleterre de football (1) :
  - 1972 : 33 buts.
- Vainqueur de la FA Cup (1) :
  - 1969.
- Vainqueur de la Coupe d'Europe des vainqueurs de coupe de football (1) :
  - 1970
- Vainqueur de la Coupe de la Ligue anglaise de football en 1970.
- Finaliste de la Coupe de la Ligue anglaise de football en 1974.
- Vainqueur du Charity Shield en 1968 et 1972.

Derby County FC
- Champion du Championnat d'Angleterre de football (1) :
  - 1975.
- Vainqueur du Charity Shield en 1975.